# Anderbergia vlokii
Anderbergia vlokii là một loài thực vật có hoa trong họ Cúc. Loài này được (Hilliard) B.Nord. mô tả khoa học đầu tiên năm 1996.